# Aeroportul Faranah
Aeroportul Faranah (IATA: FAA, ICAO: GUFH) este un aeroport din Regiunea Faranah, Guineea ce deservește zona Faranah. A fost numit după zona deservită.
Situat la o altitudine de 450 m, aeroportul dispune de o singură pistă.